# (464126) 2014 WK488
(464126) 2014 WK488 es un asteroide perteneciente al cinturón de asteroides, descubierto el 5 de septiembre de 2008 por el equipo Spacewatch desde el Observatorio Nacional de Kitt Peak (Arizona, Estados Unidos).